# Ортак (Зерендинський район)
Орта́к (каз. Ортақ) — село у складі Зерендинського району Акмолинської області Казахстану. Адміністративний центр Ортацького сільського округу.
Населення — 375 осіб (2021; 485 у 2009, 708 у 1999, 922 у 1989).
Національний склад станом на 1989 рік:
- казахи — 100 %.